# Cristina
Cristina – gmina w Hiszpanii, w prowincji Badajoz, w Estramadurze, o powierzchni 15,81 km². W 2011 roku gmina liczyła 561 mieszkańców.